# Ramón Mercader
Jaime Ramón Mercader del Río Hernández, född 7 februari 1914 i Barcelona, död 19 oktober 1978 i Havanna, var en spansk kommunist och sovjetutbildad agent som mördade Lev Trotskij den 20 augusti 1940.
Ramón Mercader infiltrerade Trotskijs hem i Mexico City och dödade honom med en isyxa. Mercader dömdes till 20 års fängelse, blev frisläppt 1960 och flyttade först till Kuba och ett år senare till Sovjetunionen, där han fick medaljen Sovjetunionens hjälte.